# Proletarski (Proletárskoye, Korenovsk, Krasnodar)
Proletarski (en ruso: Пролетарский) es un jútor del raión de Korenovsk del krai de Krasnodar, en Rusia. Está situado a orillas del río Beisuzhok Izquierdo, afluente del río Beisug, 15 km al oeste de Korenovsk y 55 km al nordeste de Krasnodar, la capital del krai. Tenía 1 553 habitantes en 2011.
Pertenece al municipio Proletárskoye.

## Historia
La localidad fue fundada en la década de 1920. En 1977 el centro del municipio fue trasladado a Bábiche-Korenovski.

## Lugares de interés
Casa de cultura y parque.